# La Pampa
La Pampa – prowincja Argentyny, znajdująca się w Pampasach w centrum kraju. Sąsiadujące prowincje od północy i dalej zgodnie z ruchem wskazówek zegara to San Luis, Córdoba, Buenos Aires, Río Negro, Neuquén i Mendoza. Główne rzeki to Río Negro i Salado („Słona Rzeka”). 
Hodowla bydła to najważniejszy dział gospodarki prowincji, z 3 632 684 (2002) sztuk. Inny żywy inwentarz to 202 428 owiec, 140 498 kóz i 64 118 świn.
Prowincja jest podzielona na 22 departamenty (w nawiasie stolice):
1. Atreuco (Macachín)
2. Caleu Caleu (La Adela)
3. Capital (Santa Rosa de Toay)
4. Catriló (Catriló)
5. Chalileo (Santa Isabel)
6. Chapaleufú (Intendente Alvear)
7. Chical Có (Algarrobo del Aguila)
8. Conhelo (Eduardo Castex)
9. Curacó (Puelches)
10. Guatraché (Guatraché)
11. Huncal (Bernasconi)
12. Lihué Calel (Cuchillo-Co)
13. Limay Mahuida (Limay Mahuida)
14. Loventué (Victorica)
15. Maracó (General Pico)
16. Puelén (Veinticinco de Mayo)
17. Quemú Quemú (Quemú Quemú)
18. Rancul (Parera)
19. Realicó (Realicó)
20. Toay (Toay)
21. Trenel (Trenel)
22. Utracán (General Acha)